# Solanum hirtum
Solanum hirtum là loài thực vật có hoa trong họ Cà. Loài này được Vahl miêu tả khoa học đầu tiên năm 1791.